# Kanton Abbeville-2
Kanton Abbeville-2 (fr. Canton d'Abbeville-2) je francouzský kanton v departementu Somme v regionu Hauts-de-France. Tvoří ho 24 obcí a část města Abbeville. Zřízen byl v roce 2015.

## Obce kantonu
- Abbeville (část)
- Acheux-en-Vimeu
- Arrest
- Béhen
- Boismont
- Bray-lès-Mareuil
- Cahon
- Cambron
- Eaucourt-sur-Somme
- Épagne-Épagnette
- Ercourt
- Estrébœuf
- Franleu
- Grébault-Mesnil
- Huchenneville
- Mareuil-Caubert
- Miannay
- Mons-Boubert
- Moyenneville
- Quesnoy-le-Montant
- Saigneville
- Saint-Valery-sur-Somme
- Tœufles
- Tours-en-Vimeu
- Yonval